# Akademische Wehr Münster
Die Akademische Wehr Münster war ein Freikorps, das an der Niederschlagung des Ruhraufstandes beteiligt war.

## Geschichte
Gegründet wurde die Akademische Wehr Münster im Herbst 1919 von Hubert Naendrup, dem späteren Rektor der Westfälischen Wilhelms-Universität. Die Gruppe war im Umfeld der Deutschen Studentenschaft und der Deutschnationalen Volkspartei angesiedelt. Die Formation kam beim Kapp-Putsch zum Einsatz. Wichtigste Aufgabe des 750 Mann starken Freikorps war im Ruhraufstand im März 1920 die Sicherung von Bahnhöfen und Brücken rund um Münster gegen aufständische Ruhr-Arbeiter.
Die Wehr bestand aus drei Bataillonen. Das 1. Bataillon umfasste Mitglieder schlagender Studentenverbindungen und wurde geführt von Egon Treeck, das zweite bestand aus Mitgliedern der katholischen Korporationen und das dritte Bataillon umfasste die restlichen Studenten unter Führung des späteren Pfarrers und Widerstandskämpfers Martin Niemöller. Der Münstersche Wingolf war Teil des III. Bataillons. Am 23. April 1920 wurde sie, nachdem das Ruhrgebiet gesichert worden war, wieder aufgelöst.

## Mitglieder
- Wilhelm Berger, HNO-Arzt
- Hubert Naendrup, Rektor der Westfälischen Wilhelms-Universität
- Martin Niemöller, Kapitänleutnant der Kaiserlichen Marine, Pfarrer und Widerstandskämpfer
- Detmar Philippi, späterer Industrie- und Kirchenjurist
- Jürgen Wagner, späterer SS-Brigadeführer